# Dávod
Dávod is een plaats (község) en gemeente in het Hongaarse comitaat Bács-Kiskun. Dávod telt 2260 inwoners (2005).